# Rechnungsführer
Als Rechnungsführer (Refü) wird in der Bundeswehr ein Dienstposten innerhalb einer militärischen Einheit bezeichnet. Die Aufgaben dieses Dienstpostens werden zumeist von einem Unteroffizier mit Portepee (Fachdienst) wahrgenommen. Da die Aufgaben dem Kompetenzbereich der Wehrverwaltung zuzurechnen sind, werden sie außerhalb von Einsätzen in der Regel von Beamten des mittleren Dienstes oder gleichgestellten Arbeitnehmern (Verwaltungsfachangestellte, Fachrichtung Bundesverwaltung) ausgeführt.

## Aufgabenbereich
Die Hauptaufgabe des Rechnungsführer ist die Berechnung und Auszahlung des Wehrsoldes für Wehrsoldempfänger (Wehrdienstleistende). Des Weiteren ist er verantwortlich für die Abrechnung von Reisekosten- und Trennungsgeldanträgen der Soldaten seines Zuständigkeitsbereiches. Grundsätzlich wird alles, was in einer militärischen Einheit mit Geldverkehr zu tun hat, über den Rechnungsführer abgewickelt.

## Ausbildung
Voraussetzung für die Ausbildung zum Rechnungsführer ist neben der mittleren Reife eine kaufmännische Berufsausbildung (z. B. Bürokaufmann, Bankkaufmann etc.) oder die Ausbildung zum Verwaltungsfachangestellten des öffentlichen Dienstes. Wenn eine entsprechende Ausbildung fehlt, kann diese durch „zivilberufliche Aus- und Weiterbildung“ innerhalb der Bundeswehr erlangt werden, diese Ausbildung dauert etwa sechs Monate.
Neben den für Feldwebel üblichen Lehrgängen muss der angehende Rechnungsführer auch einen Fachteil absolvieren. In diesem erhält er Kenntnis aller notwendigen Vorschriften und Gesetze wie
- Bundesreisekostengesetz
- Trennungsgeldverordnung
- Wehrsoldgesetz
- Bundesbesoldungsgesetz
- Bundesumzugskostengesetz
- Haushalts- und Kassenwesen des öffentlichen Dienstes
- verpflegungsspezifische Vorschriften der Bundeswehr
- sonstige Vorschriften (z. B. Zentrale Dienstvorschriften)

Ein ausgebildeter Rechnungsführer kann immer auch den Dienstposten eines Zahlstellenverwalters einnehmen, er ist berechtigt, die Zahlstelle einer Dienststelle zu betreiben, dort Einzahlungen anzunehmen und Auszahlungen vorzunehmen.

## Unterstellung
Der Rechnungsführer ist dem Einheitsführer unmittelbar unterstellt, fachlich ist er dem Leiter des Bundeswehrdienstleistungszentrum (BwDLZ) unterstellt. Neben seiner Verwaltungstätigkeit muss er auch militärische Aufgaben (wie Wachdienst) ausüben.

## Vergangenheit
In der Wehrmacht war der Rechnungsführer ein (älterer) Unteroffizier, der nach einer 8- bis 12-monatigen Ausbildung zur Bearbeitung der Geld- und Rechnungsangelegenheiten vornehmlich bei den Kompanien eingesetzt wurde. Er war dem jeweiligen Zahlmeister unterstellt.

## Zukunft
Der militärische Rechnungsführer wird nur noch in Einsätzen oder an Bord von Schiffen benötigt. 